# Dasypoda sichuanensis
Dasypoda sichuanensis är en biart som beskrevs av Wu 2000. Dasypoda sichuanensis ingår i släktet byxbin, och familjen sommarbin. Inga underarter finns listade i Catalogue of Life.